# Hans Reusch (digter)
 Der er flere personer med dette navn, se Hans Reusch.
Hans Reusch (født 5. juni 1943 i Allinge, død 10. februar 2011 i Søborg) var en dansk programmør , digter, forfatter, oversætter, redaktør og litteraturanmelder.

## Baggrund
Reusch var født i Allinge som søn af købmand, senere manufakturhandler Fritz Carl Erik Reusch (1905-1996) og Ellen Pihl (1913-1973) og flyttede som student i 1963 efter fem år på Rønne Statsskole, til København, hvor han boede til sin død. I 1968 blev han gift med med kunstmaler Inge Reusch, født Nielsen, der illustrerede flere af hans udgivelser.

## Karriere
Hans Reusch begyndte at skrive ved siden af sit arbejde som it-konsulent i Det Berlingske Hus og debuterede i 1972 med digtsamlingen Simon. A Steeplechase. Han skrev en række digtsamlinger og leverede både skøn- og faglitterære bidrag til tidsskrifter som Hvedekorn (siden 1973), det færøske litterære tidsskrift Brá og i særdeleshed det kulturhistoriske tidsskrift Jul på Bornholm – 1979-1980, 1982, 1984-1987, 1991, 1993, 1998 og 2006-2007. I 1979 modtog han et rejsestipendium fra Statens Kunstfond. Reusch skrev ofte om Bornholm og modtog i 1982 Vintens Bornholmerlegat.
Dagbladet Information anmeldte Det landskabelige menneske i 1974, hvorom litteraturhistorikeren Hugo Hørlych Karlsen skrev:
| Citat | Teksterne ... konstruerer sig musikalsk, klart og sikkert gennem området i en pessimistisk optimisme, en optimisme uden illusioner. Der skiftes fra det små til det store, fra det adskilte til det sammenhængende, fra indre til ydre og fra stilstand til bevægelse. Kærlighed og nærhed, børn og krop og kønsakt sættes ind i storbyens ofte uoverskuelige funktioner, og de psykiske reaktionsdannelser beskrives indgående. Det er et omfattende landskab. | Citat |
|       | |       |

Samme liv blev anmeldt sammesteds i 1975, men fik en noget mere lunken modtagelse af Karlsen, der ikke fandt, at digtene besad "samme intensitet og dybde som ... Reuschs »Det landskabelige menneske« fra sidste år."
Han var medlem af Dansk Forfatterforenings bestyrelse; fra 23. marts 1991 til 13. maj 1991 som konstitueret formand og sad også i foreningens lyrikergruppe i mange år, som formand i otte. Det var en indsats hans fagfælle og samtidige medlem af gruppen forfatteren Kenneth Krabat i sin nekrolog beskrev som "solidt ... ikke de store udsving, ikke en fornyer, men ham der holdt fast i en tid, hvor ingen anden ville posten." Krabat observerer også, at Reusch syntes at have været et meget privat menneske. I tre år var han desuden styrelsesmedlem i Dansk-Svensk Forfatterselskab, og i 1998 modtog han Else Faber Prisen, en hædersbevisning der tildeles en person, som har "ydet en særlig indsats for at gavne forfatter- og oversætterstanden i Danmark" og overrækkes på Dansk Forfatterforenings generalforsamling.
Digter og litteraturanmelder Lars Bukdahl beskrev i en kommentar i Weekendavisen den 2. august 2019 Reusch som "en rigtig skarp smal forfatter" i en periode, Bukdahl benævnte "den heftige hæftetid først i 1970'erne."

## Priser
- Vintens Bornholmerlegat (1982)
- Else Faber Prisen (1998)

## Forfatterskab

### Bøger
- Reusch, Hans (1972). Simon. A Steeplechase. Aarhus: Jorinde & Joringel.
- Reusch, Hans (1973). Nogle legemer er sprøde andre er seje eller Energiens uforgængelighed. Aarhus: Jorinde & Joringel. ISBN 87-87117-03-7.
- Reusch, Hans (1974). Det landskabelige menneske. Nykøbing Mors: Attika. ISBN 978-87-85189-44-8.
- Reusch, Hans (1975). Samme liv. Et digt. Attika. ISBN 87-85189-73-1.
- Reusch, Hans (1977). Fem dødebilleder. Edition After Hand. Vol. 14. Ringkøbing: After Hand. ISBN 87-87489-09-0.
- Reusch, Hans (1977). Døde Marcel Duchamp eller Solsortens strube sprængt af hendes stemme. Part 2. Ringkøbing: Edition After Hand. ISBN 87-87489-15-5.
- Reusch, Hans (1978). Forestillinger. Nykøbing Mors: Attika. ISBN 87-87597-54-3.
- Reusch, Hans; Sørensen, Knud, red. (1981). Sådan var det. En forlagsantologi. Gadstrup: Attika. ISBN 87-7528-013-2.
- Reusch, Hans (1982). Øens slagsskygge. Digte. Illustreret af Inge Reusch. Allinge: Gornitzka. ISBN 87-88256-04-9.
- Reusch, Hans (1984). Havsband. Colibri-serien. Vol. 8. Illustreret af Inge Reusch. Åhus: Kalejdoskop Förlag. ISBN 91-85552-73-9.
- Reusch, Hans; Richter, Milan; Sørensen, Knud, red. (1991). Ciary života: antológia modernej dánskej poézie. Kruh milovníkov poézie (slovensk). Vol. 188. Bratislava: Slovenský spisovatel. ISBN 80-220-0306-9.

### Udvalgte bidrag
- Holten, Knud; Turèll, Dan, red. (1974). 78 danske digtere. En folkebog med nye, håndskrevne tekster. Forlaget Sommersko. ISBN 87-87475-20-0.
- Reusch, Hans (1979). "Efter lørdag den 14. maj 1966". Jul på Bornholm. 46: 42. ISSN 0107-7694.
- Reusch, Hans (1980). "De bornholmske billeder". Jul på Bornholm. 48: 42. ISSN 0107-7694.
- Reusch, Hans (1980). "Alt det er". Jul på Bornholm. 49: 42. ISSN 0107-7694.
- Reusch, Hans (1982). "Det regner". Jul på Bornholm. 50: 43. ISSN 0107-7694.
- Reusch, Hans (1984). "Janus Djurhuus og Bornholm". Brá. 3 (6): 69-74. ISSN 0108-3694.
- Reusch, Hans (1984). "Fem digte af Janus Djurhuus". Jul på Bornholm. 52: 28-29. ISSN 0107-7694.
- Reusch, Hans (1984). "Janus Djurhuus og Bornholm". Jul på Bornholm. 52: 30-34. ISSN 0107-7694.
- Reusch, Hans (1985). "Skærver af min virkelighed 1980-85". Jul på Bornholm. 53: 29-32. ISSN 0107-7694.
- Reusch, Hans (1986). "Janus Djurhuus og Rønne lærde skole". Jul på Bornholm. 54: 30-33. ISSN 0107-7694.
- Reusch, Hans; Runefelt, Eva (1987). "Omkring et digt". Jul på Bornholm. 55: 28-30. ISSN 0107-7694.
- Reusch, Hans (1991). "Notat í tíðarrađ um Janusar donsku framleiðslu". Brá. 10 (17): 38-46. ISSN 0108-3694.
- Reusch, Hans (1993). "Fra den ene varmezone til den anden". Jul på Bornholm. 61: 9-11. ISSN 0107-7694.
- Reusch, Hans (1998). "Henning Køie som visedigter". Jul på Bornholm. 66: 9-13. ISSN 0107-7694.
- Reusch, Hans (2006). "De halve abers paradis. Christiansø i digt og musik".  I Abrahamsen, Lars (red.). Sommerskær. Christiansø og kunstnerne. Sophienholm og Johannes Larsen Museet. ISBN 87-87883-96-1.
- Reusch, Hans (2006). "Hotel Hammershus – i Allinge, samt om andre hoteller på Nordland". Jul på Bornholm. 74: 49-57. ISSN 0107-7694.
- Reusch, Hans (2007). "De nordbornholmske hoteller frem til 1917". Jul på Bornholm. 75: 15-20. ISSN 0107-7694.
- Reusch, Hans (2008). "Håndbog for den rejsende; Festbamserne fra Pressburg". Hvedekorn. 82 (4): 36-37. ISSN 0018-8093. Arkiveret fra originalen 4. august 2019. Hentet 4. august 2019.
- Reusch, Hans (2009). "De tre æsker; Min broder og hans skaber".  I Krause, Lonni; Krabat, Kenneth (red.). ORDLØST – 119 digtere i Dansk Forfatterforening (PDF). Forlaget ORDLØST. s. 679-685. ISBN 978-87-993148-0-5.

### Oversættelser
- Feldek, Lubomir (23. oktober 1988). Oversat af Reusch, Hans; Sørensen, Knud; Richter, Milan. "I fælden". Politiken. ISSN 0907-1814.
- Jacobsen, Rolf (1980). Deadline kl. 23. Oversat af Reusch, Hans. Åbenrå: Prometheus. ISBN 87-87748-26-6.
- Orvil, Ernst (1982). På forventning. Oversat af Reusch, Hans. Gadstrup: Attika. ISBN 87-7528-032-9.
- Parland, Henry (2000). Oversat af Reusch, Hans. "Herregud; Penge". Banana split. 18: 50. ISSN 0906-6489.

### Illustrationer
- Baagøe, Per (1975). Dit febersøde hav. Illustreret af Hans Reusch. Sommersko. ISBN 87-87475-32-4.